# Knischatiria abnormis
Espèce
Knischatiria abnormis est une espèce d'araignées aranéomorphes de la famille des Linyphiidae.

## Distribution
Cette espèce est endémique du Queensland en Australie.

## Publication originale
- Wunderlich, 1976 : Spinnen aus Australien. 2. Linyphiidae (Arachnida: Araneida). Senckenbergiana biologica, vol. 57, p. 125-142.